# Braciszek świnka
Braciszek świnka – amerykański film komediowy z 1999 roku, w reżyserii Erika Fleminga.

## Opis fabuły
George i Kathy są rodzeństwem, które nie zawsze się ze sobą zgadza. Ich mama postanawia zatrudnić nianię. Na to stanowisko zostaje przyjęta tajemnicza kobieta o imieniu Matylda. Pewnego dnia, gdy rodziców nie ma w domu, George znajduje książkę należącą do Matyldy. Odczytując z niej magiczne zaklęcie, zostaje zamieniony w świnkę. Niania wie, że aby odczynić zaklęcie, trzeba jechać do Meksyku.

## Obsada aktorska
- Judge Reinhold (Richard Caldwell)
- Scarlett Johansson (Kathy Caldwell)
- Alex D. Linz (Freud)
- Eva Mendes (Matilda)
- Romy Windsor (Dee Dee)
- Nick Fuoco (George Caldwell)
- Rob Johnston 	(taksówkarz)
- Dee Bradley Baker (George Świnka (głos))
- Siri Baruc (turystka)
- Marco Rodríguez (Eduardo)
- Renee Victor (Babcia Berta)
- Nicole Zarate (Annie)

i inni